# Nicky Byrne
Nicholas "Nicky" Bernard James Adam Byrne (Dublin, 9 oktober 1978) is een Ierse zanger.

## Biografie
Byrne was lid van de populaire boyband Westlife. Sinds 2003 is hij getrouwd met Georgina Ahern, dochter van de voormalige Ierse premier Bertie Ahern.
Byrne komt uit een erg muzikaal gezin. Hij zag een advertentie voor een jongensband en heeft hierop gereageerd. Samen met Bryan werd hij uitgekozen om Shane, Kian en Mark te komen vergezellen in een nieuwe band met 3 leden uit de oude band IOU, Westside zou de band heten, later werd deze veranderd naar Westlife omdat er al een andere band met deze naam bestond.
In januari 2016 werd Byrne door de Ierse openbare omroep geselecteerd om zijn vaderland te vertegenwoordigen op het Eurovisiesongfestival 2016, gehouden in de Zweedse hoofdstad Stockholm. Daar trad hij aan met het nummer Sunlight, maar daar strandde hij in de halve finale.
1965: Butch Moore · 
1966: Dickie Rock · 
1967: Sean Dunphy · 
1968: Pat McGeegan · 
1969: Muriel Day · 
1970: Dana · 
1971: Angela Farrell · 
1972: Sandie Jones · 
1973: Maxi · 
1974: Tina Reynolds · 
1975: The Swarbriggs · 
1976: Red Hurley · 
1977: The Swarbriggs Plus Two · 
1978: Colm Wilkinson · 
1979: Cathal Dunne · 
1980: Johnny Logan · 
1981: Sheeba · 
1982: The Duskeys · 
1984: Linda Martin · 
1985: Maria Christian · 
1986: Luv Bug · 
1987: Johnny Logan · 
1988: Jump the Gun · 
1989: Kiev Connolly & The Missing Passengers · 
1990: Liam Reilly · 
1991: Kim Jackson · 
1992: Linda Martin · 
1993: Niamh Kavanagh · 
1994: Paul Harrington & Charlie McGettigan · 
1995: Eddie Friel · 
1996: Eimear Quinn · 
1997: Marc Roberts · 
1998: Dawn Martin · 
1999: The Mullans · 
2000: Eamonn Toal · 
2001: Gary O'Shaughnessy · 
2003: Mickey Harte · 
2004: Chris Doran · 
2005: Donna & Joe · 
2006: Brian Kennedy · 
2007: Dervish · 
2008: Dustin the Turkey · 
2009: Sinéad Mulvey & Black Daisy · 
2010: Niamh Kavanagh · 
2011: Jedward · 
2012: Jedward · 
2013: Ryan Dolan · 
2014: Can-linn feat. Kasey Smith · 
2015: Molly Sterling · 
2016: Nicky Byrne · 
2017: Brendan Murray · 
2018: Ryan O'Shaughnessy · 
2019: Sarah McTernan · 
2021: Lesley Roy · 
2022: Brooke · 
2023: Wild Youth · 
2024: Bambie Thug · 
2025: Emmy
- International Standard Name Identifier: 0000 0004 0671 9083
- MusicBrainz: 6c88eb80-1a0d-457a-9639-587a6b9b3f7b
- Virtual International Authority File: 7500154260534124480006